# Julie Saint-Pierre (actrice)
Pour les articles homonymes, voir Julie Saint-Pierre.
Ne doit pas être confondu avec l'animatrice et chanteuse québécoise Julie St-Pierre.
Julie Saint-Pierre est une actrice et enseignante québécoise née le 19 septembre 1962. 

## Biographie
Julie Saint-Pierre est née le 19 septembre 1962. Entrée au collège Lionel-Groulx en 1979, elle termine sa formation en art dramatique option théâtre en 1982. En 2016, elle complète une maîtrise en enseignement des arts à l'Université du Québec à Montréal.

## Théâtre
- 2011 : L’Intrus de Yves Amyot, mise en scène de Philippe Boutin au théâtre La Grangerit : Juliette[1]

- 2013 : Pour un oui ou pour un non de Nathalie Sarraute, mise en scène de Christiane Pasquier au Théâtre Prospero : femme[2]

## Filmographie

### Cinéma
- 1990 : Falling Over Backwards (en) de Mort Ransen (en) : Jackie
- 1991 : L'assassin jouait du trombone de Roger Cantin : la comtesse
- 1997 : La Vengeance de la femme en noir de Roger Cantin : la comtesse
- 1997 : Matusalem II : le dernier des Beauchesne de Roger Cantin : Mme Lafleur
- 2001 : La Femme qui boit de Bernard Émond : femme incendie
- 2001 : La Forteresse suspendue de Roger Cantin : Lucie, la mère de Michaël
- 2010 : 10 ½ de Podz : Julie

### Télévision
- 1983-1984 : Poivre et Sel : Micheline Langevin
- 1984-1985 : Anouchka : Anouchka Fouchet
- 1991 : Marilyn : Patricia Melançon-Marien